# Odio gli indifferenti
Odio gli indifferenti è il settimo album del rapper italiano Piotta, pubblicato il 10 aprile 2012 da La Grande Onda.
Ad anticipare l'album, il brano Mai mai mai è stato pubblicato come singolo nel 2011 in occasione del referendum del 12 e 13 giugno. Il video, finalista al premio PIVI, è anche manifesto della campagna di Greenpeace. A febbraio 2012 viene pubblicata su YouTube un'altra anteprima dell'album in uscita, a seguito di una polemica con la webzine italiana Rockit: si tratta della title track che vede il featuring di Pierpaolo Capovilla de Il Teatro degli Orrori. Il titolo è preso da una frase di Gramsci.

## Tracce
1. Odio gli indifferenti Feat. P. Capovilla (Teatro degli Orrori) - 3:36
2. Goccia dopo goccia Feat. Bunna (Africa Unite) - 3:29
3. Inps (In Nome del Popolo Sovrano) - 3:58
4. Troppo poco Feat. F. Di Giacomo (Banco Mutuo Soccorso), A. Viterbini (Bsbe) - 3:24
5. Metto in discussione - 2:53
6. Didascalico bis - 0:47
7. Piotta è morto Skit TruceBaldazzi - 2:58
8. Mai mai mai - 2:10
9. Il domatore - 2:37
10. Io non rido - 2:42
11. Roma Calling Feat. Rancore & Dj Myke - 3:35
12. La verità è rivoluzionaria - 0:45
13. P. Le Lagosta, 1 - 2:47
14. Io non rido (Rapstep Rmx) - 2:34

## Singoli
- Mai mai mai (2011)
- Io non rido (2012)
- Piotta è morto (2012)